# Agelasta pardalis
Agelasta pardalis är en skalbaggsart som beskrevs av Stefan von Breuning 1974. Agelasta pardalis ingår i släktet Agelasta och familjen långhorningar.
Artens utbredningsområde är Filippinerna. Inga underarter finns listade i Catalogue of Life.